# Amoral
Amoral ist eine finnische Metal-Band aus Helsinki. Sie starteten ihre Karriere als Cover-Band, wo sie vor allem Thrash-Metal-Bands coverten. Ab 2000 begannen sie eigene Songs zu schreiben, wobei sie ihren Schwerpunkt auf den Death Metal setzten. Auf dem im Jahre 2009 erschienenen Album Show Your Colors und dem 2011 erschienenen Album Beneath, hat die Band melodisch, technisch und fortschrittlichen Heavy Metal gespielt.

## Geschichte
Amoral war ursprünglich eine Cover-Band, die Lieder von Thrash-Metal-Bands nachspielten. Erst im Jahr 2000 beschlossen Ben Varon, Silver Ots und Juhana Karlsson, eigenes Songmaterial zu schaffen. Erster Sänger wurde Matti Pitkänen der anfangs temporär und schließlich ganz von Niko Kalliojärvi ersetzt wurde. Ein weiteres frühes Bandmitglied war Ville Sorvali von Moonsorrow. Amoral trennte sich im Mai 2004 wegen zeitlicher Probleme von ihm.
2004 unterschrieb die Band einen Plattenvertrag bei dem britischen Label Rage of Achilles Records, wo sie ihr im Dezember 2003 in den Sonic Pump Studios aufgenommenes Debütalbum Wound Creations am 17. Mai 2004 veröffentlichten. Kurz danach musste das Label Konkurs anmelden. Amoral erhielt daraufhin Ende Juli einen neuen Vertrag bei der Spinefarm-Tochter Spikefarm Records, die das Debütalbum um einige Bonustracks erweitert im November 2004 noch einmal neu herausbrachten, woraufhin es auch von internationalen Szene-Zeitschriften beachtet wurde und einige gute Kritiken erhielt. Darunter Metal Hammer (9/10) und Kerrang (KKKK). Anschließend wurden die Bands Finntroll und Naglfar auf deren 31 Konzerten umfassenden Europa-Tournee unterstützt.
Kurz nach ihrer Rückkehr nach Finnland kündigte Amoral bereits das nächste Album an, das im Juli 2005 aufgenommen wurde. Decrowning erschien am 4. Oktober desselben Jahres in Finnland und sechs Tage später auch im restlichen Europa. Für das Lied Lacrimal Gland wurde zusätzlich ein Video gedreht. Im Februar/März 2006 folgte eine weitere Tournee durch Europa mit Naglfar, Dark Funeral und Endstille bzw. Asmodeus.
Nach zahlreichen weiteren Konzerten und Festivalauftritten machte die Band eine kurze Pause, bevor sie im Februar 2007 mit den fünfwöchigen Aufnahmearbeiten eines weiteren Albums im Studio "Sound Supreme" in Hämeenlinna begannen. Das Lied Leave Your Dead Behind wurde am 6. Juni als Download-Single vorab veröffentlicht. Am 20. Juli stellte die Band das dazugehörige Video als Download auf der Website des Labels und bei YouTube zur Verfügung. Wenige Tage später wurde bekannt, dass Bassist Erkki Silvennoinen wegen zahlreicher Nebenprojekte (u. a. bei Ari Koivunen) die Band Mitte August verlassen würde. Sein Nachfolger blieb vorerst ungenannt. Das von Janne Saksa produzierte Album Reptile Ride erschien schließlich am 15. August 2007 und stieg in der darauf folgenden Woche auf Platz 5 der finnischen Album-Charts ein. Eine Europa-Tour mit Norther und Drone fand im Oktober statt.
Im Mai 2009 veröffentlichte die Band ihr viertes Album Show Your Colors, welches es auf Platz 19 der finnischen Charts schaffte. Das Album zeigte einen deutlichen Einschnitt in Richtung dem melodisch, technisch und fortschrittlichen Heavy Metal und enthielt nur noch wenige Elemente des Death Metal. Auch der Gesang war deutlich klarer und höher geworden. Nach Veröffentlichung des Albums ging die Band auf Europa-Tour, wobei sie auch in Deutschland Halt machten.
Im Oktober 2011 veröffentlichte die Band ihr fünftes Album Beneath. Im Herbst 2012 war Amoral mit Ensiferum und Profane Omen auf Europa-Tournee, wobei sie auch einige Auftritte in Deutschland hatten.
Am 28. März 2014 erschien das sechste Album von Amoral Fallen Leaves & Dead Sparrows und es hat großartige Kritiken erhalten. Das Album wurde von Ben Varon und der Gesang mithilfe von Marco Hietala (Nightwish, Tarot) produziert.
Außerdem feiern Amoral im Jahr 2014 den 10. Geburtstag ihres ersten Albums.
Am 26. März 2015 verkündete die Band auf ihrer Facebook-Seite die Rückkehr des ehemaligen Vocalisten Niko Kalliojärvi. Dieser wird nun nicht nur Vocals beisteuern, sondern auch Gitarre spielen.
Am 26. Juli 2016 veröffentlichte Amoral, dass es an der Zeit gekommen sei, die Band aufzulösen. Grund dafür seien ständig in Konflikt stehende Zeitpläne und schwächelndes Interesse einiger Bandmitgliedern an Touren.

## Diskografie

### Alben
- 2004: Wound Creations (Rage of Achilles Records; 2004 Re-Release, Spikefarm Records)
- 2005: Decrowning (Spikefarm Records)
- 2007: Reptile Ride (Spikefarm Records)
- 2009: Show Your Colors (Spikefarm Records)
- 2011: Beneath (Imperial Cassette)
- 2014: Fallen Leaves & Dead Sparrows (Imperial Cassette)
- 2016: In Sequence (Imperial Cassette)

### Demos
- 2001: Desolation
- 2002: Other Flesh

### Singles
- 2007: Leave Your Dead Behind
- 2009: Year of the Suckerpunch
- 2009: Gave Up Easy
- 2011: Same Difference
- 2011: Silhouette
- 2013: If Not Here, Where?
- 2014: No Familiar Faces
- 2015: Rude Awakening
- 2016: The Next One to Go